# (500043) 2011 SJ201
(500043) 2011 SJ201 es un asteroide perteneciente al cinturón exterior de asteroides, descubierto el 14 de julio de 2010 por Wide-field Infrared Survey Explorer desde el telescopio espacial Wide-Field Infrared Survey Explorer (WISE), Estados Unidos.

## Designación y nombre
Designado provisionalmente como 2011 SJ201.

## Características orbitales
2011 SJ201 está situado a una distancia media del Sol de 3,202 ua, pudiendo alejarse hasta 4,046 ua y acercarse hasta 2,357 ua. Su excentricidad es 0,263 y la inclinación orbital 25,93 grados. Emplea 2093,11 días en completar una órbita alrededor del Sol.
Los próximos acercamientos a la órbita de Júpiter se producirán el 24 de junio de 2134 y el 10 de octubre de 2145, entre otros.

## Características físicas
La magnitud absoluta de 2011 SJ201 es 16,6. Tiene 3 km de diámetro y su albedo se estima en 0,064.